# Dawn Cavanagh
Dawn Cavanagh (23 de marzo de 1962) es una activista, feminista y autónoma sudafricana que trabaja en proyectos de justicia social y desarrollo en comunidades locales y en espacios regionales e internacionales.

## Carrera profesional
Dawn Cavanagh nació el 23 de marzo de 1962. Asistió a Fairvale Senior Secondary School, Wentworth, KwaZulu-Natal y se graduó en la Universidad de Natal con un título de Bachiller universitario en ciencias en trabajo social en 1982. Recibió una licenciatura en trabajo social de la Universidad de Sudáfrica en 1996 y posteriormente estudió una maestría en estudios del desarrollo de la Universidad de Natal. Cavanagh ha trabajado para el Forum for the Empowerment of Women (Foro para el Empoderamiento de las Mujeres), la primera organización de derechos de las lesbianas negras en Sudáfrica, y para Oxfam.
Cavanagh trabaja en Sudáfrica en los campos de igualdad de acceso a la atención médica, el activismo contra el VIH / SIDA, los derechos de la mujer, los derechos sexuales y los derechos reproductivos. Ayudó a fundar la Coalition of African Lesbians (Coalición de Lesbianas Africanas) en 2004 y se convirtió en directora en 2010. Cavanagh creó el programa Masakhane (en zulú, "Ven, seamos fuertes juntas") con la Federación Alemana de Lesbianas y Gais para proporcionar mejores contactos y empoderamiento a las mujeres lesbianas, bisexuales y trans en el África subsahariana.